# Pilea macrocystolithica
Pilea macrocystolithica är en nässelväxtart som beskrevs av Ellsworth Paine Killip. Pilea macrocystolithica ingår i släktet pileor, och familjen nässelväxter. Inga underarter finns listade i Catalogue of Life.